# Jēkabpils
Jēkabpils (em alemão: Jakobstadt) é uma cidade independente da Letônia, a meio caminho entre Rīga e Daugavpils. A cidade situa-se em ambas as margens do rio Duina Ocidental, unida por uma ponte. 
A população de Jēkabpils é de cerca 29.100 habitantes. Sua personalidade mais destacada foi a imperatriz Catarina I da Rússia, nascida em 1684.